# Олівер Вінчестер
Олівер Фішер Вінчестер (англ. Oliver Fisher Winchester; 30 листопада 1810 — 11 грудня 1880) — американський підприємець та політик.

## Біографія
Олівер Фішер Вінчестер народився у Бостоні, Массачусетс. Був помічником тесляра. У 1830 р. став в Балтіморі майстром-будівельником. Відкрив у Бостоні магазин для чоловіків у 1834 р. У 1848 р. в Нью-Хейвені, штат Коннектикут, — компанію «Вінчестер енд Девіс», що виробляла чоловічий одяг. У 1855 р. разом з іншими інвесторами придбав відділення зброярської компанії Сміт-Вессон, що на той час мала фінансові проблеми. Компанія перебралася до Нью-Хейвена та стала називатися «Нью-Хейвен Армс Компані» (1857). Гвинтівка Volcanic, яку виробляла компанія, мала скромний успіх. Інженер Бенджамін Тайлер Генрі розробив патрон Генрі калібром .44 та переробив гвинтівку, що стала називатися його іменем. Гвинтівка Генрі використовувалася у Громадянській війні в США. Обсяг виробництва склав до 14 тис. одиниць.
У 1866 р. компанія стала називатися іменем Вінчестера — «Winchester Repeating Arms». Нова модель гвинтівки отримала назву Winchester Model 1866 та мала великий попит. На основі цієї гвинтівки була створена низка популярних моделей.
Олівер Вінчестер також брав активну участь у політиці — був комісіонером міста Нью-Гейвен, виборцем президента від Республіканської партії в 1864 році, а також віце-губернатором штату Коннектикут у 1866—1867.